# João Anes do Amaral
João Anes do Amaral (c. 1335 - 1404), foi um prelado e político português.

## Biografia
D. João Anes do Amaral era filho sacrílego de D. João Anes do Amaral que, a 4 de Agosto de 1312, sendo Chantre, foi feito Deão da Sé de Viseu, neto paterno de João Lourenço do Amaral e de sua mulher Maria Fernandes Barrantes, Espanhola, e irmão de D. Pedro Lourenço do Amaral, Bispo de Viseu, e de Maria Anes do Amaral, mulher de João Anes de Loureiro (c. 1322 - d. 1368), Escudeiro, 2.º Senhor de Loureiro, com geração. Usou o prenome e o patronímico do tio, também Deão da Sé de Viseu.
Foi 8.º Senhor da Honra do Amaral e 7.º Senhor do Souto de Lourosa.
Era Tesoureiro da Sé e do Cabido de Viseu e Deão da Sé de Viseu a 5 de Novembro de 1358 e apenas Deão da Sé de Viseu a 28 de Novembro de 1365.
Era 20.º Bispo de Évora em 1390, depois de ter sido Deão da Sé de Viseu, de 1382 a 1404, sendo também do Conselho de D. João I de Portugal, etc.
Como João Anes, Clérigo de Ordens Sacras e Deão de Viseu, teve legitimado por Carta Real de 22 de Março de 1390 o filho Gonçalo Anes, havido em Marinha Gonçalves, mulher solteira, acrescentando-se na carta que «o dicto seu padre he ora bispo d evora» (CJI, 2, 5v).
A 17 de Maio de 1391 D. João I coutou a D. João, Bispo de Évora, do nosso Conselho, uma Herdade na Ribeira de Coruche, para si e todos os Bispos que lhe sucedessem (CJI, 2, 58v e 59).
Teve dois filhos sacrílegos e uma filha sacrílega de Domingas Gonçalves: 
- Gonçalo Anes do Amaral (Tábua, Midões, c. 1367 - d. 1439)
- Beatriz Anes do Amaral, 9.ª Senhora da Honra do Amaral e 8.ª Senhora do Souto de Lourosa, casada com Vasco Pais Cardoso (cerca 1350 - Trancoso, c. 1350 - Viseu, d. 1441), com geração
- Rodrigo Afonso do Amaral, Escudeiro, que com sua mulher Leonor Vasques e com Rui Vasques, Escudeiro, e respectiva mulher, moradores na Folgosa, termo de Lafões, a 4 de Outubro de 1427, vendem um Casal em Abravezes (Prazo do Cabido de Viseu) a Fernão Gonçalves, de Gulfar, e sua mulher, com geração feminina